# Catolicismo liberal

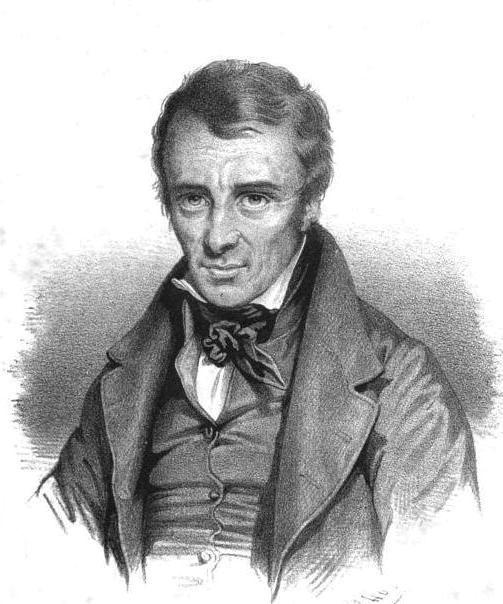
Hugues Félicité Robert de Lamennais

O catolicismo liberal foi uma corrente de pensamento dentro da Igreja Católica Romana influenciada pelo liberalismo clássico e que promovia a separação entre Igreja e Estado, liberdade religiosa na esfera cívica, sufrágio expandido e educação ampla. Foi influente no século XIX e na primeira metade do século XX, especialmente na França. É amplamente identificado com teóricos políticos franceses como Felicité Robert de Lamennais, Henri Lacordaire e Charles Forbes René de Montalembert, influenciados, em parte, por um movimento contemporâneo semelhante na Bélgica.
Sendo predominantemente político por natureza, o catolicismo liberal como movimento era distinto do movimento teológico contemporâneo do modernismo. O movimento também é diferente da atitude dos católicos romanos históricos e atuais, que são descritos como teologicamente progressistas ou liberais.
Elementos do catolicismo liberal foram repetidamente condenados pela Santa Sé pré-Vaticano II, particularmente nas encíclicas Mirari vos (1832) do Papa Gregório XVI, Quanta cura (1864) do Papa Pio IX e na constituição dogmática Pastor aeternus (1870) do Primeiro Concílio do Vaticano.
Também é veementemente criticado na obra O Liberalismo é Pecado, de Félix Sardà y Salvany, publicada em 1884, após o Vaticano I (1869–70) e a tomada de Roma (1870).

## Definição
O catolicismo liberal foi definido como "em essência uma tendência entre os católicos sinceros de exaltar a liberdade como um valor primário e de tirar disto consequências na vida social, política e religiosa, procurando reconciliar os princípios sobre os quais a França cristã foi fundada com aqueles que derivaram da Revolução Francesa". A frase foi usada para descrever as correntes de pensamento e ação que surgiram após a reconstrução da Europa por Napoleão e a restauração das monarquias tradicionais.